# یواس‌اس پورت فایر (۱۸۶۴)
یواس‌اس پورت فایر (۱۸۶۴) (به انگلیسی: USS Port Fire (1864)) یک کشتی بود که طول آن not known بود. این کشتی در سال ۱۸۶۴ ساخته شد.